# Ali Chukson, Arizona
Ali Chukson je naseljeno područje za statističke svrhe u američkoj saveznoj državi Arizona. Prema popisu stanovništva iz 2010. u njemu je živjelo 132 stanovnika.